# Дегуніно (платформа)
Дегуніно (рос. Дегунино) — зупинний пункт/пасажирська платформа Савеловського напрямку Московської залізниці та маршруту МЦД-1
.
у Москві. 
Складається з двох берегових платформ, з'єднаних між собою настилом через колії. Віднесено до другої тарифної зони, не обладнана турнікетами. Є пряме сполучення на Смоленський (Білоруський) напрямок.
Пасажирське сполучення здійснюється моторвагонними електропоїздами. Найдальші пункти безпересадкового сполучення (грудень 2010 року):
- У північному напрямку:

Савелово, Дубна, Желтиково (субота, неділя).
- У південному напрямку:

У напрямку з Дегуніно: Бородіно, Звенигород, Усово.
У напрямку в Дегуніно: Бородіно, Звенигород, Усово.
Поруч з платформою № 2 (рух від Москви) прямує сполучна колія, що сполучає Савеловський напрямок з Малим кільцем МЗ.
У 2013 році проведено ремонт обох платформ.
Платформа отримала свою назву по присілку Дегуніно, що розташовувався неподалік.
В околицях платформи знаходяться сміттєспалювальний завод № 2, продовольча база «Алтуфьєво».

## Пересадки
- автобус: 82, 149, 380